# Új Remény Keresztény Főiskola
Az Új Remény Keresztény Főiskola teológiai magánintézmény az Amerikai Egyesült Államok Oregon államának Eugene városában. Az 1925-ben megnyílt iskola a papi képzés mellett művészeti, tanácsadói és üzleti kurzusokat is kínál.
Az intézményt a Teológiai Felsőoktatási Egyesület (ABHE) akkreditálta. Jelenlegi nevét 2010 júniusában vette fel.

## Története
A Nyílt Bibliagyülekezetek szervezet részét képező intézményt 1925-ben alapította Fred Hornshuh.
Az intézményt 1974-ben költöztették jelenlegi helyére. A korábban a Skinner-tanúhegyen található 21 méteres keresztet 1997. június 24-én a kampuszra helyezték át.
2009-ben az iskola egy honolului, egy japán és egy myanmari intézménnyel közösen csatlakozott a Wayne Cordeiro öregdiák által alapított keresztény felsőoktatási konzorciumhoz (Pacific Rim Christian College Consortium).

## Sport
A Deacons sportegyesület csapatai korábban a National Christian College Athletic Associationben versenyeztek, azonban kiestek, azóta csak klubsportokat játszanak.

## Nevezetes személyek
- Charity Gaye Finnestad, író[15]
- Robert F. Burt, tengernagy[16]
- Roger E. Olson, teológus[17]
- Wayne Cordeiro, az intézmény rektora, író, az Új Remény Keresztény Közösség vezetője[18]

## Fordítás
- Ez a szócikk részben vagy egészben  a   New Hope Christian College című angol Wikipédia-szócikk ezen változatának fordításán alapul.  Az eredeti cikk szerkesztőit annak laptörténete sorolja fel. Ez a jelzés csupán a megfogalmazás eredetét és a szerzői jogokat jelzi, nem szolgál a cikkben szereplő információk forrásmegjelöléseként.